# Тракакса
Тракакса (Podocnemis unifilis) — вид черепах з роду Щитоногі черепахи родини Щитоногі черепахи. Інші назви: «терекай», «жовтопляма річкова черепаха».

## Життєпис
Загальна довжина досягає 40—45 см. Вага при цьому становить до 8 кг. Голова середнього розміру. Як і всі бокошийні черепахи не здатна втягувати голова, а згортає її у бік. Особливістю цього виду є наявність поглиблення на верхній щелепі. На відміну від інших представників свого роду наділена лише 1 шкірястим виростом («вусиком») на підборідді. Панцир овальний.
Забарвлення карапаксу й пластрону коричневе або чорне. На голові є численні жовті плями. Звідси й походить одна з назв черепахи.

## Спосіб життя
Здебільшого перебуває у річках, озерах, ставках. Полюбляє проточну воду. Часто зустрічається у затоплених лісах та заплавних озерах. Харчуються рибою, дрібними безхребетними, рослинами, фруктами.
Статевої зрілості ці черепахи досягають при довжині 30 см. Самиці роблять кубла у піщаному ґрунті неподалік водойми, куди відкладають від 4 до 35 яєць. Інкубаційний період триває від 66 до 159 діб.
Тривалість життя 60—70 років.

## Розповсюдження
Мешкає у Гаяні, Гвіані, Венесуелі, Колумбії, Еквадорі, Перу, Болівії, Бразилії, на островах Тринідад, Тобаго. Завезено також до штату Флорида (США).